# Drepcăuți
Drepcăuți è un comune della Moldavia situato nel distretto di Briceni di 2.570 abitanti al censimento del 2004.